# Pieve a Nievole
Pieve a Nievole est une commune italienne de la province de Pistoia dans la région Toscane en Italie.

## Géographie

Localisation de la commune de Pieve a Nievole à l'intérieur de la province de Pistoia

## Administration
| Période                                  | Période  | Identité         | Étiquette               | Qualité |
| ---------------------------------------- | -------- | ---------------- | ----------------------- | ------- |
| 14 juin 2004                             | En cours | Massimo Alamanni | Democratici di Sinistra |         |
| Les données manquantes sont à compléter. |          |                  |                         |         |

### Hameaux
Via Nova, Poggetto, La Colonna

### Communes limitrophes
Monsummano Terme, Ponte Buggianese, Serravalle Pistoiese